# NGC 834
NGC 834 (również PGC 8352 lub UGC 1672) – galaktyka spiralna (Sbc), znajdująca się w gwiazdozbiorze Andromedy. Odkrył ją William Herschel 21 września 1786 roku.